# 印度神油
印度神油（英語：Indian God Lotion），是指一种涂抹或喷在男性阴茎龟头上的精油，實際上印度根本沒有此物。此精油由香港何建宗家族持有的「華仁行化工廠」生產。

## 特点以及作用原理
从植物中提取出的一种对人皮肤有刺激性的油精再添加麻醉剂就可以制成印度神油，所以涂抹或喷到龟头上，会迅速造成龟头炽热感与阴茎充血勃起。由于麻醉剂的作用龟头敏感度也随之降低，这样可以延长性交时间。